# Silvano Piovanelli
Silvano Piovanelli (ur. 21 lutego 1924 w Ronta di Borgo San Lorenzo, zm. 9 lipca 2016 we Florencji) – włoski duchowny katolicki, arcybiskup Florencji, kardynał.
Studiował w seminarium i na uniwersytecie we Florencji, święcenia kapłańskie przyjął 13 lipca 1947. Jako kapłan pracował w archidiecezji Florencja, był duszpasterzem, wykładowcą i wicerektorem seminarium, prowikariuszem i wikariuszem generalnym archidiecezji. W październiku 1966 otrzymał tytuł kapelana Jego Świątobliwości.
W maju 1982 został mianowany biskupem pomocniczym Florencji, ze stolicą tytularną Tubunae in Mauretania; sakry udzielił mu 24 czerwca 1982 arcybiskup florencki kardynał Giovanni Benelli. Od października 1982, po śmierci kardynała Benelliego, pełnił funkcję wikariusza kapitulnego, w marcu 1983 został mianowany arcybiskupem. W maju 1985 Jan Paweł II wyniósł go do godności kardynalskiej, nadając tytuł prezbitera S. Maria delle Grazie a Via Trionfale.
Po osiągnięciu wieku emerytalnego zrezygnował z rządów archidiecezją Florencja w marcu 2001; w lutym 2004 ukończył 80 lat i utracił tym samym prawo udziału w konklawe. Zmarł 9 lipca 2016 roku we Florencji w wieku 92 lat.